# تود كيرنز
تود كيرنز هو كاتب أغاني ومنتج أسطوانات ومغني كندي، ولد في 5 ديسمبر 1967 في إستيفن في كندا.

## وصلات خارجية
- الموقع الرسمي
- تود كيرنز على موقع IMDb (الإنجليزية)
- تود كيرنز على موقع ميوزك برينز (الإنجليزية)
- تود كيرنز على موقع أول ميوزيك (الإنجليزية)
- تود كيرنز على موقع ديسكوغز (الإنجليزية)
- تود كيرنز على موقع قاعدة بيانات الفيلم (الإنجليزية)